# Gymnoproctus similis
Gymnoproctus similis är en insektsart som beskrevs av Weidner 1955. Gymnoproctus similis ingår i släktet Gymnoproctus och familjen vårtbitare. Inga underarter finns listade i Catalogue of Life.